# Денгоф, Теодор (воевода венденский)
Теодор Денгоф (? — 8 ноября 1622) — государственный и военный деятель Речи Посполитой, полковник коронных войск (1609), командир немецкой пехоты, воевода перновский (1617—1620) и венденский (1620—1622).

## Биография
Представитель польского магнатского рода Денгофов герба «Вепрь». Сын старосты дурбенского и полковника польской армии Германа Денгофа (ум. после 1567) и Анны Йоден. Братья — Эрнест, Герард, Кшиштоф, Отто, Генрик.
В 1609 году Теодор Денгоф упоминается в чин полковника коронных войск, затем командовал немецкой пехотой. В 1617 году получил должность воеводы перновского, а в 1620 году был назначен воеводой венденским.